# Johann Ignaz von Felbiger
Johann Ignaz von Felbiger (n. 6 ianuarie 1724, Glogau, Silezia - d. 17 mai 1788, Preßburg) a fost un călugăr augustinian, pedagog și consilier german.
A editat un manual de aritmetică, intitulat: Anleitung zur Rechenkunst, ce a fost tradus de către Teodor Jancovici din Merievo, directorul Școlii Ortodoxe din Banat (sub titlul: Ducere de mână către aritmetică), apoi din nou tradusă de Gheorghe Șincai, care a tipărit-o în 1785.
Acest manual a fost tradus și în italiană, cehă și sârbă, având o largă utilizare în multe țări europene.
În perioada 1774-1781 a fost consilier al împărătesei Maria Terezia.
A fost profesor al lui Gheorghe Asachi și Gheorghe Șincai.